# Căn cứ hỏa lực Granite
Căn cứ hỏa lực Granite là căn cứ hỏa lực cũ của Lục quân Mỹ tọa lạc ở phía tây Huế và phía đông Thung lũng A Sầu, miền trung Việt Nam Cộng hòa.

## Lịch sử
Granite được Sư đoàn Không vận 101 xây dựng vào tháng 2 năm 1970 cách Huế khoảng 28 km về phía tây.
Căn cứ hỏa lực này từng bị Quân đội Nhân dân Việt Nam (QĐNDVN) tấn công vào sáng ngày 20 tháng 3 năm 1970, lực lượng đồn trú đã ngăn chặn được cuộc tấn công này với tổn thất là 10 lính Mỹ tử trận và 10 lính Bắc Việt thiệt mạng. Granite lại bị đối phương tấn công vào đêm ngày 29 tháng 4 năm 1970, rồi bị quân Mỹ đẩy lùi với tổn thất là 7 lính Mỹ tử trận và 1 người mất tích và 18 lính Bắc Việt thiệt mạng.
Các đơn vị đóng tại Granite bao gồm:
- Tiểu đoàn 2, Trung đoàn 501 Bộ binh[1]

## Hiện tại
Hình ảnh vệ tinh cho thấy căn cứ này đã bị bỏ hoang và trở thành khu rừng rậm.